# Експрес АМ-4
Експрес-AM4 — планований перший російський високоенергетичний космічний апарат, що стартував 18 серпня 2011 і загублений через кілька годин.
Супутник виготовлений у першому півріччі 2011. Спочатку дата початку експлуатації була намічена на 2012, однак за повідомленнями ГПКС не виключалася можливість зсуву цих термінів в меншу сторону через дефіцит орбітально-частотного ресурсу, посилилася аварією Експрес АМ2 в березні 2009 року, що і сталося.
Основне призначення «Експрес АМ4» — забезпечення цифрового мовлення.
Вартість супутника міністр зв'язку Ігор Щеголев оцінив в 150—200 млн. Контракт на будівництво супутника був підписаний в 2008 році, кредит на будівництво супутника видав «Ощадбанк», на страхування — «Єврофінанс Моснарбанк» (апарат був застрахований «Ингосстрахом» на 7,5 млрд рублів).
На кошти, отримані від страхових компаній, був замовлений дублікат супутника — Експрес АМ4R. Цей супутник також був втрачений при невдалому запуску 16 травня 2014.

## Місія
Супутник повинен був бути виведений на орбіту в рамках Федеральної космічної програми Росії (ФКП) на період 2006—2015 роки, затвердженої постановою Уряду РФ № 635 від 22.10.2005. Замовником є ГПКС. Постачальником супутникового обладнання для космічного апарата виступила європейська компанія EADS Astrium в кооперації з ФГУП ГКНПЦ. Апарат будувався на базі супутникової платформи Eurostar E3000 виробництва EADS Astrium з потужністю корисної навантаження 14 кВт. Eurostar E3000 використовувалася при будівництві таких супутників, як Inmarsat-4F1 і 4F2, Hot Bird 8, Eutelsat W3A, Intelsat 10-02. Передбачалося, що Експрес-АМ4 стане першим російським космічним апаратом (виключаючи Бонум-1), практично повністю виготовленим за кордоном.

## Корисне навантаження
30 транспондерів C-діапазону, 28 Ku-діапазону, 2 Ka-діапазону і 3 L-діапазону (всього 63 транспондера), а також 10 антен з перенацілюваними променями. Живлення корисного навантаження супутника — 14кВт, сумарна ємність становить 2,722 Ггц — близько 1/3 від ємності всього супутникового угруповання ГПКС.

## Орбітальна позиція
Розрахункова точка стояння — 80° східної довготи, за планом повинен був замінити аварійний Експрес АМ2, на додаток до що знаходиться там же Експрес МД1.

## Запуск і втрата
Запуск був проведений 18 серпня 2011 1:25 (UTC) ракетою Протон-М з розгінним блоком Бриз-М. Трохи більше ніж через 11 хвилин відпрацювали всі три ступені і підключився маршовий двигун розгінного блоку «Бриз-М». У цей момент блок разом з пристикованим до нього апаратом перебував на суборбітальній траєкторії з нахилом 51,55°. У наступні кілька годин за рахунок п'яти включень послідовних апарат повинен був вийти на розрахункову орбіту. Розгінний блок коректно відпрацював чотири включення двигуна, після чого в 11:18 (MSK) від нього перестала надходити телеметрична інформація. Крім того вчасно не включився передавач на самому супутнику.
Трохи пізніше, Роскосмос повідомив, що включення п'ятому ступені відбулося, тому апарат не загинув, але знаходиться на нерозрахунковій орбіті. Потім в американській системі стеження за космічними об'єктами (NORAD) повідомили, що також не виявили апарат, але засікли бак, що відокремився від розгінного блоку. Пізніше був виявлений розгінний блок, а потім з'явилася інформація про те, що супутник від нього так і не відокремився. Спеціальна комісія Роскосмосу проводить розслідування.
На пошук супутника на нерозрахунковій орбіті знадобилося близько тижня. Супутник повністю працездатний, частково розкрив панелі сонячних батарей, орієнтований на Сонце і знаходиться в режимі «стабільного очікування».